# ФК Централен спортен клуб на армията 1948 (София)
ФК ЦСКА 1948 e футболен клуб от София, България. Играе мачовете си на стадион „Бистрица“, като от сезон 2020/21 участва в Първа професионална футболна лига. Цветовете на отбора са червено и бяло.

## История

### Основаване
През юни 2016 г., след като юридическото лице, представляващо ПФК ЦСКА (София) – „ПФК ЦСКА ЕАД“, фалира и е създадено ново, което представлява клуба, като преструктурира тези на ПФК Чавдар (Етрополе) и ПФК Литекс (Ловеч), за да участва в новосъздадената Първа професионална футболна лига, част от феновете не са съгласни с тази процедура и решават да създадат нов клуб с популярната абревиатура ЦСКА.
ФК ЦСКА 1948 е основан на 19 юли 2016 г. на учредително събрание, провело се в Централния военен клуб в София.

### 2016 – 2018: Аматьорски групи
ЦСКА 1948 печели първия си трофей на 21 август 2016 г. на четиристранен приятелски турнир в с. Кокаляне. Във финала „червените“ побеждават Академик (София) с 1:0.
В дебютния си сезон 2016/17 клубът участва в Областна група София (град) – юг, четвъртото ниво на футбола в България. В своя първи официален мач ЦСКА 1948 побеждава като гост с 8:0 Люлин (София) на 11 септември 2016 г. В началото на шампионата клубът домакинства на стадион „Васил Левски“, а впоследствие ползва тези в кв. „Обеля“ и в с. Герман. ЦСКА 1948 завършва на първо място в крайното класиране в областната група, а след победа с 4:3 над Надежда (Доброславци) става столичен първенец на четвърта дивизия. На 7 юни 2017 г. ЦСКА 1948 побеждава в плейоф ФК Брацигово със 7:6 след изпълнение на дузпи и печели промоция за Трета лига. Освен това тимът достига до финал за Купата на Аматьорската лига, който губи от третодивизионния Черноморец (Балчик) на 25 май 2017 г.
За сезон 2017/18 клубът се премества на стадиона в кв. „Драгалевци“, който отговаря на изискванията за участие в третия ешелон на българския футбол. След много силно представяне в шампионата, на 19 май 2018 г. ЦСКА 1948 си осигурява класиране за Втора лига. Отборът записва 29 победи, 5 равенства и нито една загуба, а двама „армейски“ футболисти завършват сезона като голмайстори на Трета Югозападна лига – Андон Гущеров и Петко Петков. Отделно от това, ЦСКА 1948 отново стига напред за Купата на Аматьорската лига, като този път приключва участието си на полуфиналите.

### 2018 – 2020: Втора лига
За първия си сезон във Втора лига, ЦСКА 1948 се премества на Националния стадион „Васил Левски“. Направена е силна селекция с футболисти от професионалния футбол, като целта пред тима е класиране в Първа лига. След четвъртия кръг старши треньорът Валентин Илиев, който води отбора от самото начало, е заменен с Петко Петков. Към средата на сезона, ЦСКА 1948 заема четвърта позиция, като е зад „Арда“ (Кърджали), които заемат трето място, даващо право на участие в плейоф за класиране в елитната дивизия.
За сезон 2019/20 ЦСКА 1948 започва сезона на високо ниво, побеждавайки местния съперник Локомотив (София) с 2:0 у дома. Това е последвано от победа като гост над новокласирания Спартак (Плевен) с резултат 1:4. Друга доминираща победа с 2:0 срещу Спартак (Варна) носи на отбора три от три победи в първите три мача. Победа като гост срещу Монтана, последвана от домакинско поражение на ОФК Поморие, удължава печелившата им серия до 5 мача. Първото поражение за сезона идва в десетия кръг, когато ЦСКА 1948 губи с 0:1 от Литекс (Ловеч). След домакинска победа с 2:0 срещу Черноморец (Балчик), ЦСКА 1948 допуска нова загуба от Кариана (Ерден). Това е последвано от три поредни победи, завършили с разочароващо домакинско равенство 2:2 срещу Лудогорец II. След това тимът успява да спечели две гостувания, срещу Ботев (Гълъбово) и отново Локомотив (София), което го нарежда на второ място в таблицата, на три точки зад Септември (София), преди зимната пауза.

### 2020–настояще: Първа лига
ЦСКА 1948 си осигурява място в Първа лига за сезон 2020/21, след като завършва 1-ви. Красимир Балъков е обявен за треньор за новия сезон на 2 юни 2020 г., а клубът представя и ново лого на 30 юни в подготовка за дебюта си в Първа лига. На 7 август 2020 г. отборът се изправя срещу ЦСКА (София) в първия си мач, като срещата завършва с равенство 2:2.
ЦСКА 1948 се утвърждава през следващите години в Първа лига, като често завършва в първата шестица на първенството. През сезон 2022/23 отборът достига финал за Купата на България за първи път в клубната история, елиминирайки Локомотив (София) на полуфиналите.

## Успехи
- Областна група София (град): 2016/17
- Югозападна трета лига: 2017/18
- Втора лига – 2019/20
- Финалист за Купа на Аматьорската футболна лига: 2016/17
- Финалист за Купа на България: 2022/23
- Суперкупа на България - Финалист: 2022/23

## Настоящ състав
Към 5 август 2025 г.

### Треньорски щаб
|  | Име                   | Длъжност             |
|  | --------------------- | -------------------- |
|  | Иво Станиславов       | Оперативен директор  |
|  | Кирил Емилов          | Спортен директор     |
|  | Иван Стоянов          | Старши треньор       |
|  | Петко Василев         | Помощник-треньор     |
|  | Пламен Здравков       | Помощник-треньор     |
|  | Деян Костадинов       | Треньор на вратарите |
|  | Александър Костадинов | Анализатор           |
|  | Спас Николаев         | Скаут                |
|  | Иван Атанасов         | Скаут                |
|  | Иван Георгиев         | Кондиционен треньор  |
|  | Панайот Миленков      | Кондиционен треньор  |
|  | Христо Деянов         | Физиотерапевт        |
|  | Николай Предрагов     | Физиотерапевт        |
|  | Илиан Радомиров       | Масажист             |
|  | Ивайло Илиев          | Психолог             |
|  | Цветан Йорданов       | Домакин              |
|  | Душко Стефанов        | Домакин              |
|  | Любомир Любчев        | U19                  |
|  | Иван Светославов      | U17                  |
|  | Емил Петков           | U15                  |
|  | Румен Кирилов         | U11                  |

### Ръководство
|  | Име               | Длъжност                                  |
|  | ----------------- | ----------------------------------------- |
|  | Цветомир Найденов | Собственик                                |
|  | Стефан Сотиров    | Изпълнителен директор и председател на УС |
|  | Емил Костадинов   | Спортен директор                          |
|  | Никола Газдов     | Член на УС                                |
|  | Мартин Митов      | Член на УС                                |
|  | Пепа Марникас     | Член на УС                                |
|  | Ангел Рангелов    | Почетен председател                       |

## Клубна политика
До 2022 г. клубът има политика да разчита изключително на български играчи, което спечелва одобрението на много от привържениците, които преди това критикуват ЦСКА (София) за представянето на отбори с много чуждестранни футболисти.

## Екипировка, спонсор и талисман
Цветовете на титулярния екип са червени. За сезон 2020/21 гостуващия екип е изцяло е раиран, а резервния – в черно. От 2020 г. юли месец „червените“ футболисти носят екипите на световноизвестния германски концерн „Адидас“.
На 31 януари 2017 г. клубът представи основния си спонсор – Efbet, който подпомага не само представителния тим, но и детско-юношеската школа.
| Години      | Екип   | Спонсор |
| ----------- | ------ | ------- |
| 2016        | Erreà  | Няма    |
| 2017 – 2020 | Erreà  | Efbet   |
| 2020 – 2023 | Adidas | Efbet   |
| 2023 –      | Puma   | Efbet   |

От 2018 г. талисман на ЦСКА 1948 е лъвчето Арми.

### Сезони
| Сезон     | Първенство                                  | Статистика                                     | Място | Национална купа   | Купа на АФЛ |
| --------- | ------------------------------------------- | ---------------------------------------------- | ----- | ----------------- | ----------- |
| 2016 – 17 | Областна група София (град) – юг            | Мачове-22 (21/1/0) Голове-105:7 Точки-64       | 1     | Не участва        | Финал       |
| 2017 – 18 | Югозападна Трета лига                       | Мачове-34 (29/5/0) Голове-95:16 Точки-92       | 1     | Втори предв. кръг | 1/2 финали  |
| 2018 – 19 | Втора професионална лига                    | Мачове-30 (16/11/3) Голове-39:18 Точки – 59    | 4     | 1/16 финали       | Не участва  |
| 2019 – 20 | Втора професионална лига (до XXI кръг вкл.) | Мачове – 21 (18/1/2) Голове – 59:18 Точки – 55 | 1     | 1/4 финали        | Не участва  |
| 2020 – 21 | Efbet лига                                  | Мачове-31 (12/11/8) Голове-41:34 Точки-47      | 5     | 1/4 финали        | Не участва  |
| 2021 – 22 | Efbet лига                                  | Мачове-32 (11/8/13) Голове-51:45 Точки-41      | 8     | 1/16 финали       | Не участва  |
| 2022 – 23 | Efbet лига                                  | Мачове-35 (17/13/5) Голове-55:28 Точки-64      | 3     | Финал             | Не участва  |
| 2023 – 24 | Efbet лига                                  | Мачове-36(13/13/10) Голове-35:30 Точки-52      | 7     | 1/4 финали        | не участва  |